# Andreea Munteanu
Andreea Eugenia Munteanu (Bustuchin, 29 maggio 1998) è una ginnasta rumena.
Atleta della CNS Cetate Deva, viene allenata da Mirela Dicu, Alexandru Militaru, Lenuta Slabu, Sorin Tolteanu.

## Carriera

### 2012: Gli Europei di Bruxelles
Andreea viene convocata a far parte della squadra nazionale che partecipa ai Campionati Europei di Bruxelles dal 9 al 13 maggio. Con un punteggio complessivo di 161.037 punti, la nazionale rumena vince la medaglia di bronzo, dietro alla Russia e all'Italia.
La Munteanu si qualifica nella finale del concorso individuale, arrivando sul gradino più basso del podio con 54,857, dietro all'italiana Enus Mariani e alla russa Evgenija Šelgunova. Si qualifica alla finale alla trave, dove vince la medaglia d'argento con un punteggio di 14.433, ed alla finale al corpo libero, dove vince la medaglia di bronzo (13.900).

### 2013: Campionessa rumena juniores
Nel suo ultimo anno da junior, partecipa all'International Gymnix. La squadra rumena si piazza settima nel concorso a squadre, mentre la Munteanu vince un bronzo al volteggio, e arriva prima sia alla finale a trave sia al corpo libero.
A settembre partecipa ai Campionati Nazionali rumeni nella divisione junior, vincendo l'oro con la squadra nonché l'oro nel concorso individuale, alla trave, al volteggio e al corpo libero e bronzo alle parallele asimmetriche.
A novembre è selezionata per partecipare all'Élite Gym Massilia: vince la competizione all-around, volteggio, trave e corpo libero e si piazza sesta alle parallele. Vince l'argento nella competizione individuale e alla trave, un bronzo al volteggio.
Si qualifica per l'Élite Gym Massilia - Top, vincendo l'argento alla trave e al corpo libero dietro l'altra rumena Larisa Iordache.

### 2014: Passaggio alla categoria senior
Il debutto internazionale della Munteanu nella categoria senior è alla World Cup di Cottbus, a marzo 2014.
Nonostante si fosse qualificata prima sia al corpo libero sia alla trave, in finale a causa di alcuni errori scivola in terza posizione alla trave e conclude quinta al corpo libero.
Il 22 e 23 marzo partecipa, nel gruppo misto, con Ștefania Stănilă, Silvia Zarzu, Alessia Leolini, Madison Kocian e Rachel Gowey, al Trofeo Città di Jesolo: non partecipa alla finale a squadre, ma vince l'oro alla trave, il bronzo al corpo libero.
Partecipa agli Europei di Sofia 2014: nella finale a squadre la Romania vince la medaglia d'oro.
In agosto, ai Campionati Nazionali, gareggia solo alla trave e al corpo libero vincendo rispettivamente l'oro e l'argento. Partecipa poi ad un incontro amichevole con la Germania e la Svizzera, dove vince l'oro insieme alla squadra rumena e l'argento alla trave.
Viene selezionata per partecipare ai Campionati Mondiali di Nanning, in Cina. Durante la prima giornata di gara, a causa di una caduta, non riesce a qualificarsi per la finale alla trave, mentre la Romania si qualifica per la finale a squadre solo al settimo posto. Nella finale a squadre, con 15.200 alla trave, contribuisce a far posizionare la Romania al quarto posto.